# Victor Spinetti
Victor Spinetti, nato Vittorio Giorgio Andrea Spinetti (Cwm, 2 settembre 1929 – Monmouth, 18 giugno 2012), è stato un attore britannico.

## Biografia
Nacque nel 1929 a Cwm, villaggio minerario del Blaenau Gwent, da padre di origine italiana, Giuseppe Spinetti, e da madre gallese, Lily Watson. Il nonno era un immigrato italiano trasferitosi in Galles per dedicarsi all'estrazione del carbone, mentre i genitori si erano dedicati alla ristorazione. Era il maggiore di sei figli: il fratello minore, Henry (nato nel 1951) è un batterista turnista.
Spinetti recitò con i Beatles in Tutti per uno (1964), Aiuto! (1965) e Magical Mystery Tour (1967). Omosessuale, ebbe una relazione con Graham Curnow, scomparso nel 1997. Morì in un ospedale di Monmouth nel 2012, a 82 anni, a causa di un tumore al pancreas.

## Filmografia parziale
- Tutti per uno (A Hard Day's Night), regia di Richard Lester (1964)
- Aiuto! (Help!), regia di Richard Lester (1965)
- La bisbetica domata (The Taming of the Shrew), regia di Franco Zeffirelli (1967)
- Magical Mystery Tour (1967) - film tv
- Colpo grosso alla napoletana (The Biggest Bundle of Them All), regia di Ken Annakin (1968)
- Fate la rivoluzione senza di noi (Start the Revolution Without Me), regia di Bud Yorkin (1970)
- Scacco alla mafia, regia di Warren Kiefer (1970)
- Tobia il cane più grande che ci sia (Digby, the Biggest Dog in the World), regia di Joseph McGrath (1973)
- Il piccolo principe (The Little Prince), regia di Stanley Donen (1974)
- Il grande McGonagall (The Great McGonagall), regia di Joseph McGrath (1975)
- La Pantera Rosa colpisce ancora (The Return of the Pink Panther), regia di Blake Edwards (1975)
- La nave dei dannati (Voyage of the Damned), regia di Stuart Rosenberg (1976)
- Emily, regia di Henry Herbert (1976)
- Casanova & Company (Casanova & Co.), regia di Franz Antel (1977)
- Hardcore, regia di James Kenelm Clarke (1977)
- SuperTed, serie TV animata - voce di Texas Pete (1982)

## Doppiatori italiani
- Gianfranco Bellini in Aiuto!
- Gianni Bonagura in La bisbetica domata
- Michele Kalamera in Scacco alla mafia
- Gianni Marzocchi in La Pantera Rosa colpisce ancora
- Giulio Platone in La nave dei dannati
- Maurizio Scattorin in SuperTed